# パラグアイ

パラグアイ共和国
República del Paraguay（スペイン語）
Paraguái Tavakuairetã（グアラニー語）

国の標語：Paz y justicia
（スペイン語: 平和と正義）
国歌：Paraguayos, República o Muerte（スペイン語）
パラグアイ人達よ、共和国か死か

パラグアイ共和国（パラグアイきょうわこく、スペイン語: República del Paraguay、グアラニー語: Paraguái Tavakuairetã）、通称パラグアイは、南アメリカ中央南部に位置する共和制国家である。東と北東をブラジル、西と北西をボリビア、南と南西をアルゼンチンに囲まれている内陸国である。首都はアスンシオン。
なお、パラグアイの国旗はデザインが表と裏とで異なっている（パラグアイの国旗を参照）。

## 国名
正式名称はスペイン語でRepública del Paraguay（レプブリカ・デル・パラグアイ）である。通称はParaguay[paɾaˈɣwai] 。グアラニー語表記はTetã Paraguái（テタ・パラグアイ）である。通称はParaguái [paɾaˈɰwaj]。
公式の英語表記はRepublic of Paraguay（リパブリック・オブ・パラグアイ）[ˈpærəɡwaɪ]。
日本語の表記はパラグアイ共和国。同国の在日大使館が用いる正式片仮名表記はパラグァイ。日本では通常パラグアイ、パラグワイなどと表記され、漢字表記では巴拉圭、または巴羅貝となる。
パラグアイ（Paraguay）とは、もともとグアラニー語で「大きな川から」を意味する言葉であったという説が有力である。大きな川とはパラナ川のことである。そのほかにも「鳥の冠を被った人々」を意味するという説がある。

## 歴史

### 先コロンブス期
もともとこの地にはグアラニー人をはじめとするトゥピ・グアラニー系のインディヘナ諸集団が住んでいた。タワンティンスーユ（インカ帝国）の権威はこの地までは及ばなかったため、多くの人々は原始的な共同体を築きながら生活していた。しかし、16世紀初頭以降、この地にもセバスティアン・カボットをはじめとするヨーロッパ人がラ・プラタ川を遡って渡来するようになる。

### スペイン植民地時代

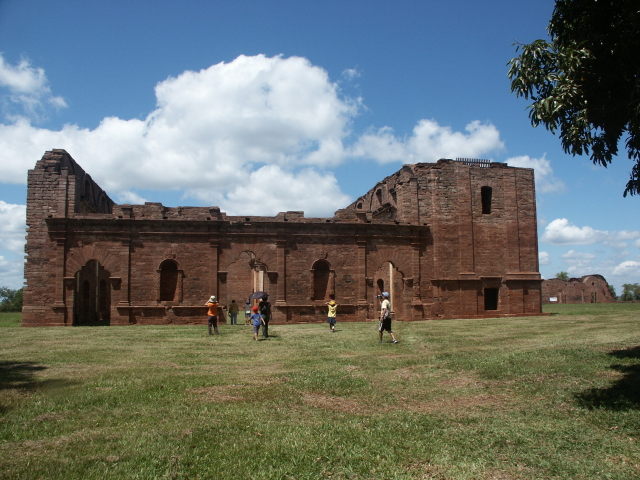
パラグアイのイエズス会伝道所跡

1537年にブエン・アイレからの探検隊によりアスンシオンが建設されると、スペイン領となった。この建設はラ・プラタ川からアルト・ペルーへの陸路と存在すると思われた「銀の山」を探すためであり、かつポルトガルの領土拡張に対する防塞建設のための遠征の結果だった。
チャルーア人のようなラ・プラタ地域の狩猟インディヘナとは違って、粗放とはいえ農耕を営んでいたグアラニー人は文化程度も高く、スペイン人との同盟により敵対していたほかのインディヘナと対決することを決め、スペイン人もこれを受け入れたため両者の間に交流が生まれ、混血者（メスティーソ）も発生していった。
1617年にアスンシオンを中心とする総督領から、ブエノスアイレスを中心とするラ・プラタ総督領、サン・ミゲル・デ・トゥクマンを中心とするトゥクマン総督領が分離する。17世紀以降はイエズス会宣教師による先住民への布教活動が、農業活動なども含めて活発に展開された。現在も残るイエズス会布教所跡はこのときに建設されたものがほとんどである。イエズス会はブラジルのサンパウロからやってくる、バンデイランチ（ポルトガル語: Bandeirantes）と呼ばれた奴隷商人への抵抗のためにグアラニー人に武装させた。ポルトガル人奴隷商人によって多くのグアラニー人が奴隷となってブラジルに連行されたものの、この軍隊はしばしばポルトガル人を破ってスペイン植民地の辺境を防衛する役目を担った。ローマ教皇に直属し、以後スペイン王室や副王の役人も容易に口出しできなくなったイエズス会の伝道地は、原始共産主義的な様相を帯び、自主自立の独立国家のような存在として、その後もほかの地域のインディヘナが味わったような辛酸には至らず100年近く平和に存在し続けた。
1750年代以降は、グアラニー戦争により、バンダ・オリエンタル（現在のウルグアイに相当）からグアラニー人が撤退してきた。その後すぐ1768年のスペイン王室の決定によるイエズス会の追放によりイエズス会は南米から撤退することが決まり、当地のグアラニー人たちはスペイン・ポルトガルの直轄支配下に置かれることとなった。
1776年にリオ・デ・ラ・プラタ副王領がペルー副王領から分離されるが、その後もパラグアイはあまり大きな発展もしないまま月日が流れていった。

### 独立とカウディージョの専制統治

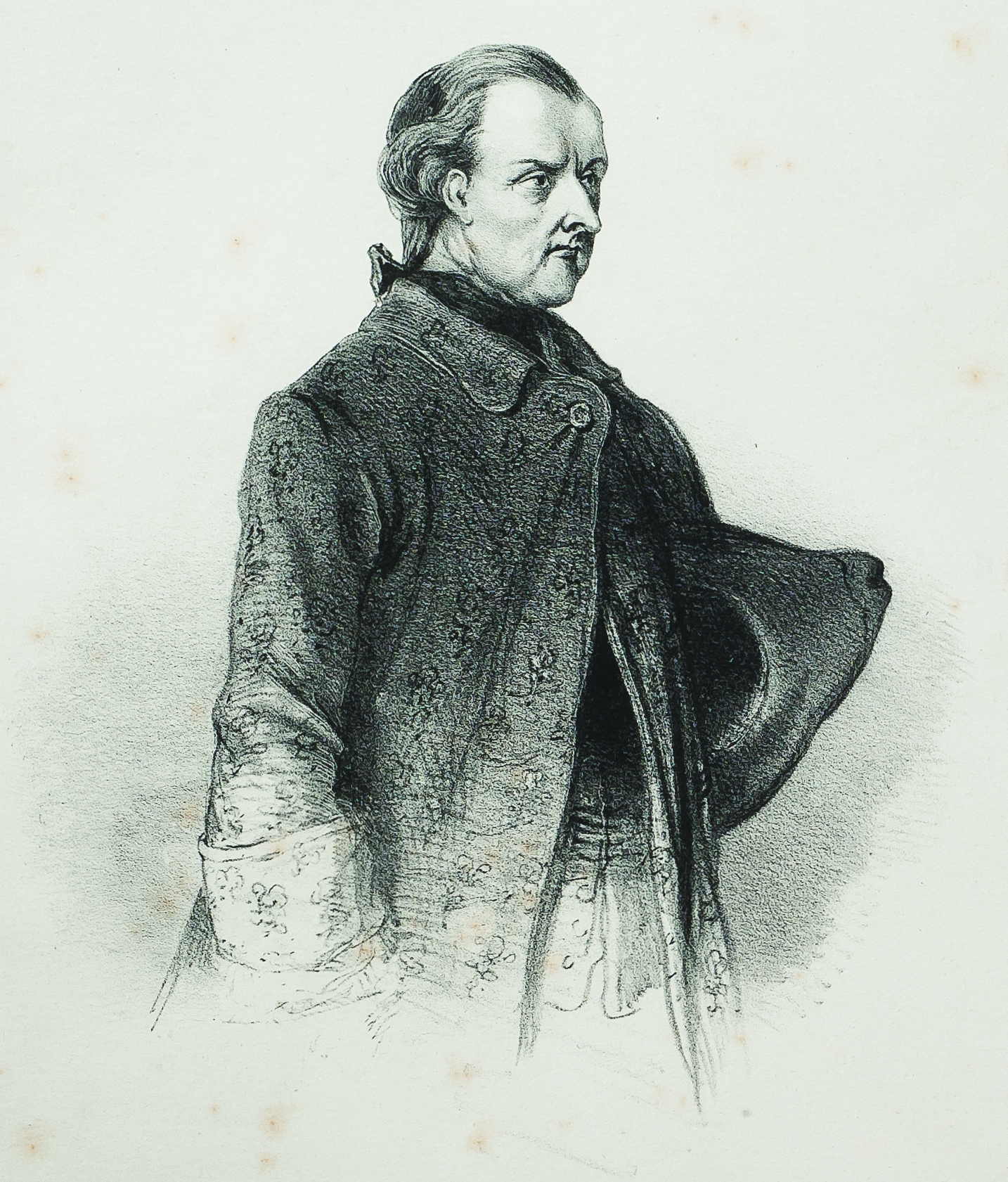
ホセ・ガスパル・ロドリゲス・デ・フランシア
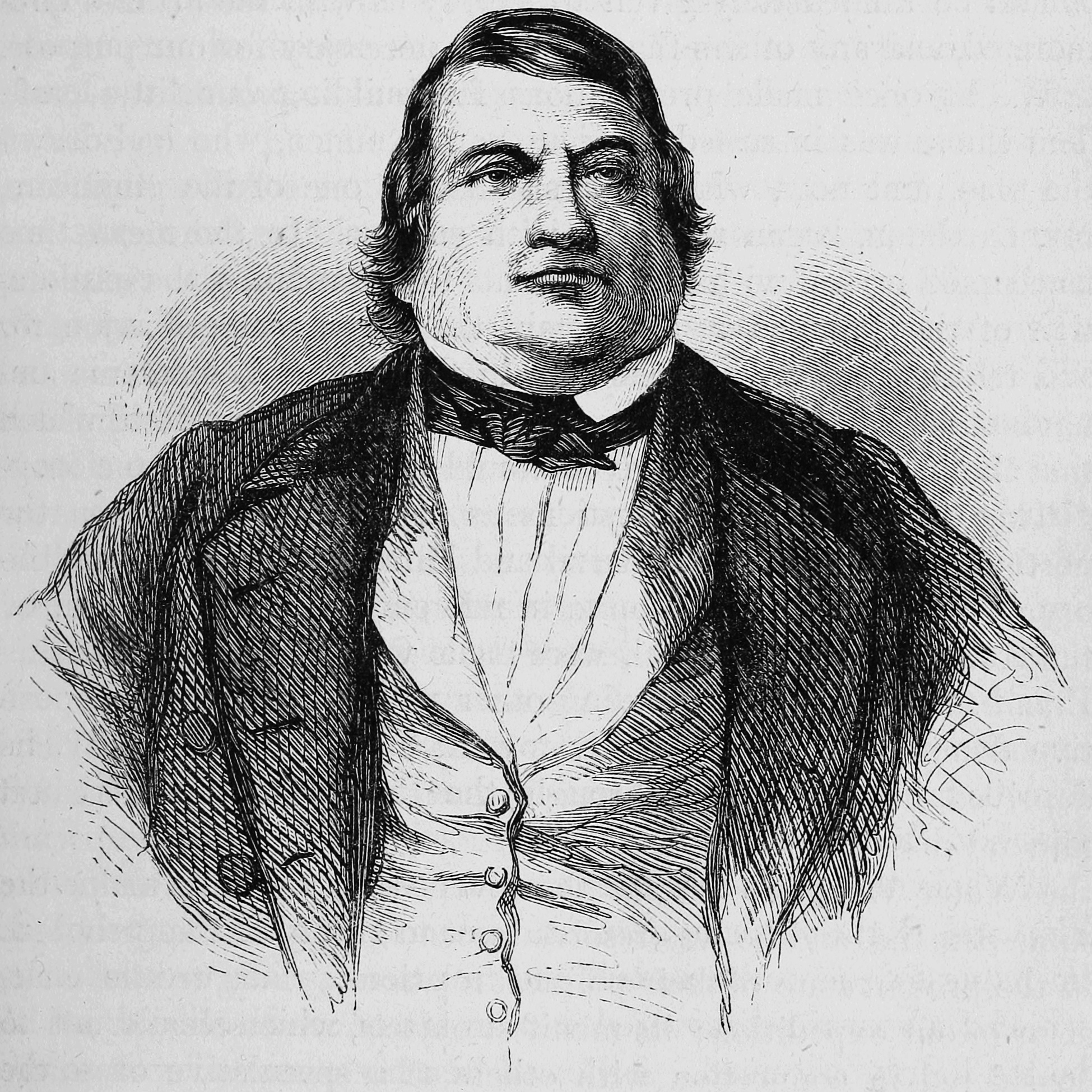
カルロス・アントニオ・ロペス

1810年5月25日、ブエノスアイレスにてポルテーニョが五月革命を起こし、ラ・プラタ副王領のスペインからの自治を宣言した際に、パラグアイ州はバンダ・オリエンタル、アルト・ペルー、コルドバなどとともにブエノスアイレス主導の独立を認めず（マヌエル・ベルグラーノ将軍のパラグアイ攻略を撃退した）、1811年に共和国としてラテンアメリカで最初に正式に独立を宣言した。こうした混乱の中で国土の狭かったパラグアイは比較的早く国がまとまり、1814年にホセ・ガスパル・ロドリゲス・デ・フランシア博士が執政官に就任し、1816年には終身執政官の職に就いた。
農民の支持を基盤にしたフランシアの長期独裁体制下では、政治的、経済的鎖国と土地の公有地化を進めた一方で、スペイン系白人（クリオージョ）の反乱を恐れたフランシアはグアラニー人とクリオージョの集団結婚を政策的に推進した。フランシアの政治は逆らうものは容赦なく追放し、処刑する恐怖政治に近いものであり、グアラニー人との混血やその他もろもろの要求を断った反対派のクリオージョ層は亡命したが、この時期の南米においてチリを除いたラテンアメリカ諸国が内戦を続けていたのとは対照的に、政治的には安定を保ち、義務教育が行われ、当時の旅行者が「パラグアイでは盗人も飢えた者もいなかった」との言葉を残すほどだった。対外政策も成功し、1838年にはアルゼンチンのミシオネス州を併合する。1840年にフランシアが死亡すると政治的混乱が発生したが、1844年にフランシア博士の甥のカルロス・アントニオ・ロペスが初代パラグアイ大統領に就任することで、国内情勢は再び安定した。カルロス・ロペスは前任者から続いた鎖国政策を解き、国家の保護の下の開放政策に転じて一躍パラグアイの近代化に取りかかった。
前任者の公有地化政策によりカルロス・ロペスの時代には国土の98%が公有地となっていたが、この土地制度を利用してマテ茶やタバコなどを栽培し、保護貿易によって莫大な黒字を上げた。カルロス・ロペスはこの貿易黒字を元手に鋳鉄や火砲を生産する工場を建設し、ヨーロッパに留学生を送り、1861年にはアスンシオンに鉄道が開通した。イギリスからの債務を負うことはなく、逆にイギリス人の技術者を雇って国家に役立て、パラグアイはラテンアメリカで唯一対外債務を負っていない国として自立的な発展を続けた。しかし、その治世の後半からはアルゼンチン、ブラジルからの圧力と内政干渉が激しいものになり、大事には至らなかったものの、ウルグアイの大戦争中に、ラ・プラタ川の封鎖をめぐってリトラル三州の反ロサス運動を支援していたことによって、アルゼンチンの独裁者フアン・マヌエル・デ・ロサスの軍と戦争したこともあり、こうした外圧を脅威に思って南米でもっとも強大な軍隊を組織した。

### 三国同盟戦争

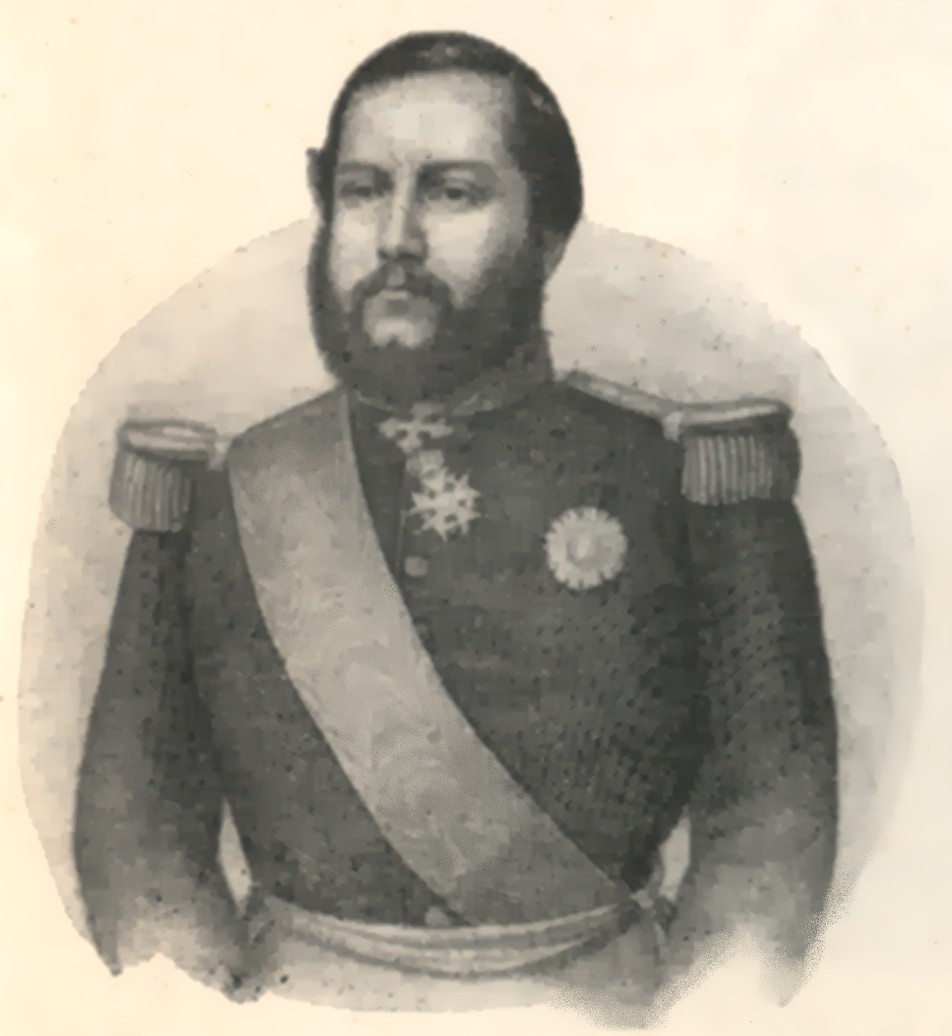
フランシスコ・ソラーノ・ロペス
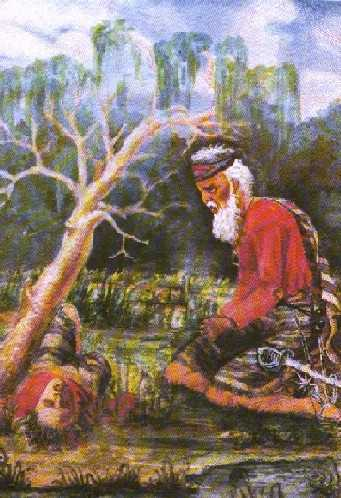
ホセ・イグナシオ・ガルメンディア『我が子の遺体を前にするパラグアイ兵』

1862年にカルロス・ロペスが死亡。長男のフランシスコ・ソラーノ・ロペス元帥が後を継いで大統領になると、1864年にブラジルとアルゼンチンの内政干渉に悩むウルグアイのブランコ党政権から救援を求められたことをきっかけに、ソラノ・ロペスはパラグアイと似たような立場で悩むウルグアイの救援を決意した。ロペスはブラジル領内に侵攻し、ラテンアメリカでもっとも凄惨な戦争となった三国同盟戦争が始まった。このときロペスは、アルゼンチンの反体制派の首領フスト・ホセ・デ・ウルキーサらの協力を得ることができず、アルゼンチンとウルグアイを味方につけることに失敗することとなった。そしてさらに、かねてからパラグアイの発展を好ましく思っていなかった イギリス資本の支援を受け、ブラジル、アルゼンチン、ウルグアイが三国同盟を結ぶと、同盟軍はパラグアイに侵攻した。三方から攻められたパラグアイ軍は全滅するまで勇敢に戦い、アメリカ合衆国の公使がその勇気と愛国心を褒め称えたほどであった。途中でアルゼンチン北西部でロペスに共感したカウディージョのフェリペ・バレーラが反乱を起こすと、その鎮圧のためにアルゼンチン軍が離脱し、同国でバルトロメ・ミトレが大統領を辞任したことによって、付き合いで参戦していたウルグアイ軍が離脱するという事態も起きたが、ブラジル軍は追撃を重ね、1870年3月、パラグアイ人の一団を率いて敗走中のロペス大統領は戦死し、パラグアイの敗北をもってこの戦争は終結した。パラグアイはブラジルとアルゼンチンに国土の4分の1にあたる14万km2を割譲し、開戦前の52万人の人口は21万人にまで減少した。成人男性に至っては3分の2以上（9割とも言われる）を失った。さらに敗戦とともにイギリスから借款が押しつけられ、パラグアイが誇った公有地を中心とした土地制度はアルゼンチン人などによって買い取られ、この国でもほかのラテンアメリカ諸国と同じように大土地所有制が確立した。こうしてパラグアイは国民のみならず、国土、関税率、工場、経済的独立のすべてを失い、これ以後50年にわたり国勢は停滞し、現在に至るまで傷跡は残っている。

### 停滞とチャコ戦争
アルゼンチンとブラジル、特に経済的には前者の、政治的には後者の衛星国として再スタートしたパラグアイだったが、戦争の代償はあまりにも大きかった。1879年にはアルゼンチン軍が撤退し、1880年代には自由党とコロラド党が設立されたが、不正選挙が横行し民主主義からは程遠い状態にあった。軍事独裁政権の下で人口を補うために移民が導入され、スイス、ドイツ、イタリアなどから農業移民がやってきたが、その数は周辺国と比べるとはるかに少なかった。その後、20世紀に入ると自由党政権のもとで多少なりとも改革が行われたが、政情はいまだに不安定なまま、大量な石油の埋蔵があると仮説が立てられたグラン・チャコ地方をめぐって、次第にボリビアとの対立が大きくなっていった。
1932年、ボリビアがパラグアイに奇襲攻撃しチャコ戦争が始まった。パラグアイ軍は貧弱な装備ながらも辛うじてこの戦いに勝利し、1938年のブエノスイアレス講和条約では植民地時代からチャルカスとアスンシオンの間で争われていた、広大なグラン・チャコ地方の領有権を獲得する。しかし、この戦争による経済的な打撃と4万人にも及ぶ死者は社会を疲弊させ、その後、社会改革を求めて社会主義や国家社会主義を掲げた軍人が政治を動かしていくことになった。また、こうして生まれた政権はナショナリズムを称揚し、1936年にパラグアイ共産党などと結んで大統領になっていたチャコ戦争の英雄ラファエル・フランコ大佐によってフランシスコ・ソラーノ・ロペスの完全な名誉回復がなされた。しかし、フランコの急進的過ぎる改革は寡頭支配層に嫌われ、1937年には1年足らずで追放された。

### 1947年の内戦
フランコのあとはチャコ戦争の英雄エスティガリビア将軍が後を継ぎ、1940年にエスティガリビアが事故死するとイヒニオ・モリニゴ将軍は第二次世界大戦を連合国側で参戦して乗り切ったが、民主化の要求のために部分的に民主主義的な改革を余儀なくされた。しかし、こうした政策は二月党とコロラド党の対立を招き、ついには1947年に内戦に至って結局軍は内戦に勝利したものの（パラグアイ内戦）、20万人以上のパラグアイ人が国外に亡命することになった。その後、大統領になったフェデリコ・チャベスが政権を握り混乱を収めたが、フアン・ペロンの影響を受けた経済政策への批判に対応を誤り、軍部からのクーデターでチャベスは追放された。

### ストロエスネル時代

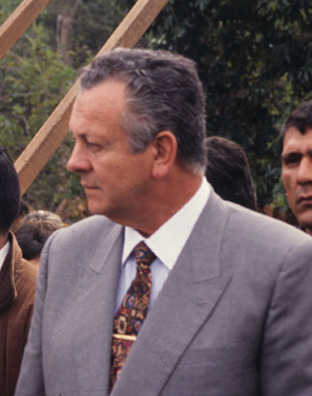
フアン・カルロス・ワスモシ

1954年にブラジル軍の後押しを受けたクーデターによりチャベスは追放され、アルフレド・ストロエスネル政権が誕生し、以後30年以上親ブラジル的独裁政権が続いた。軍とコロラド党を掌握して長期政権を可能にしたストロエスネルは、治安を回復し経済も成長したものの、一方で少数民族となっていたインディヘナの虐殺、反政府運動の弾圧などを重ね、一時はアメリカ合衆国からも経済制裁を受けた。ストロエスネルの時代に独裁体制は完成したが、1989年2月、突如としてストロエスネルの腹心だったアンドレス・ロドリゲス・ペドッティ将軍が決起し、チリ以外の周辺国の民政移管が完了したあとも権力を握っていたストロエスネルが市街戦を終えたあと失脚し、ブラジルに追放された。こうして35年に及んだ、ラテンアメリカでもまれに見る長期独裁は終わった。

### 民政移管以降
ロドリゲス将軍が臨時大統領になると、ロドリゲス将軍はそれまでの路線を改めて民主化政策をとった。こうして1993年5月にはフアン・カルロス・ワスモシ （Juan Carlos Wasmosy） が大統領就任。パラグアイに39年ぶりに文民大統領が誕生したが、パラグアイの民主主義は前途多難であった。
1996年4月、ワシモシ大統領は、軍の政治力を削ぐために、軍の実力者で軍部の政治介入を公言して憚らないリノ・オビエド（Lino Oviedo） を解任し、オビエドは6月には逮捕された。しかし、1998年8月にはオビエド派であるラウル・クーバス （Raul Cubas） 大統領が就任し、同月大統領権限でオビエドを釈放した。
釈放されたオビエドは暗躍を重ね、1999年3月23日、ルイス・マリア・アルガーニャ （Luis Maria Argaña） 副大統領がオビエド派によって暗殺されたとみられる事件が発生したあと、オビエドとクーバス大統領が亡命した。この後を受けて同月、ルイス・ゴンサレス・マキ （Luis Gonzalez Macchi） 大統領が就任するも、2000年5月にはまたもクーデター未遂事件が発生した。その後、2003年4月にニカノル・ドゥアルテ・フルートス （Nicanor Duarte Frutos） 大統領が就任した。
2008年4月に大統領選挙が行われ、野党連合「変革のための愛国同盟（APC）」の進歩派フェルナンド・ルゴが、与党コロラド党のブランカ・オベラル、元陸軍司令官リノ・オビエドを破って当選した。開票率92%の段階で、ルゴ40.83%、オベラル30.71%、オビエド21.98%であった。ルゴの選挙母体APCは、中道右派の自民党と左派連合が同盟を結んでいる。1947年から軍政時代も含めて61年間続いたコロラド党の支配は終わった。
2012年6月にはフェルナンド・ルゴへの議会による弾劾により大統領職を追われた。これはルゴ氏支持者からはクーデターであると非難されている。同時に副大統領であった真正急進自由党のフェデリコ・フランコが大統領に昇格。そして、2013年4月に行われた大統領選挙ではオラシオ・カルテスが勝利し、再び右翼政党であるコロラド党支配の時代へと回帰した。
2018年4月、オラシオ・カルテスが大統領選挙でマリオ・アブド・ベニテスに敗れる。これに伴い任期満了を待たずに上院議員へ転任しようと辞任することを宣言して混乱を招くも、同年8月までの任期を全うした。
同月、マリオ・アブド・ベニテスが大統領に就任した。
2023年4月に行われた大統領選挙では、元財務相のサンティアゴ・ペニャが大統領に選出され、同年8月に大統領に就任した。

## 政治
国家元首である大統領は、行政府の長として実権を有する。任期は5年で再選禁止。2013年より大統領職にあったオラシオ・カルテスは、2018年の大統領選挙に向けて再選を可能とする憲法改正手続を進めていたが、大規模な反対運動が起きたため撤回された。
選挙は、大統領候補と副大統領候補がそれぞれペアとなり立候補し、国民は直接選挙により数組の中から1組を選出する。大統領が死亡や罷免により欠ける場合は、副大統領が大統領に昇格し、残りの任期を務める。首相職はなく、大統領が閣議を主宰する。
議会は、両院制。上院は全45議席を全国区で選出、代議院（下院）は全80議席を県単位の18選挙区に分けて選出する。両院とも議員の任期は5年で、大統領選挙と同じ日に選挙が行われる。前回投票は2023年4月30日に行われ、政党別の獲得議席数は以下の通り。
上院
- 国民共和協会（通称：コロラド党）：23
- 左派系政党連合：12
- 国民十字軍党（スペイン語版）（PCN）：5
- 国民交流党（スペイン語版）：2
- 最愛なる祖国党（英語版）:1
- 大戦線（グアスー戦線）：1
- Yo Creo運動：1

代議院（下院）
- 国民共和協会（通称：コロラド党）：48
- 左派系政党連合：23
- 国民十字軍党：4
- 最愛なる祖国党：1
- 国民交流党：2
- Yo Creo運動：2

伝統的に、パラグアイの国政史上ほとんどの期間が、かつてシモン・ボリーバルが語ったように独裁か無政府状態のどちらかの状態であったが、ストロエスネルの失脚以降は多少風向きも変わってきているようである。しかし、それでも依然として軍の政治力は強く、問題になっている。

## 軍事

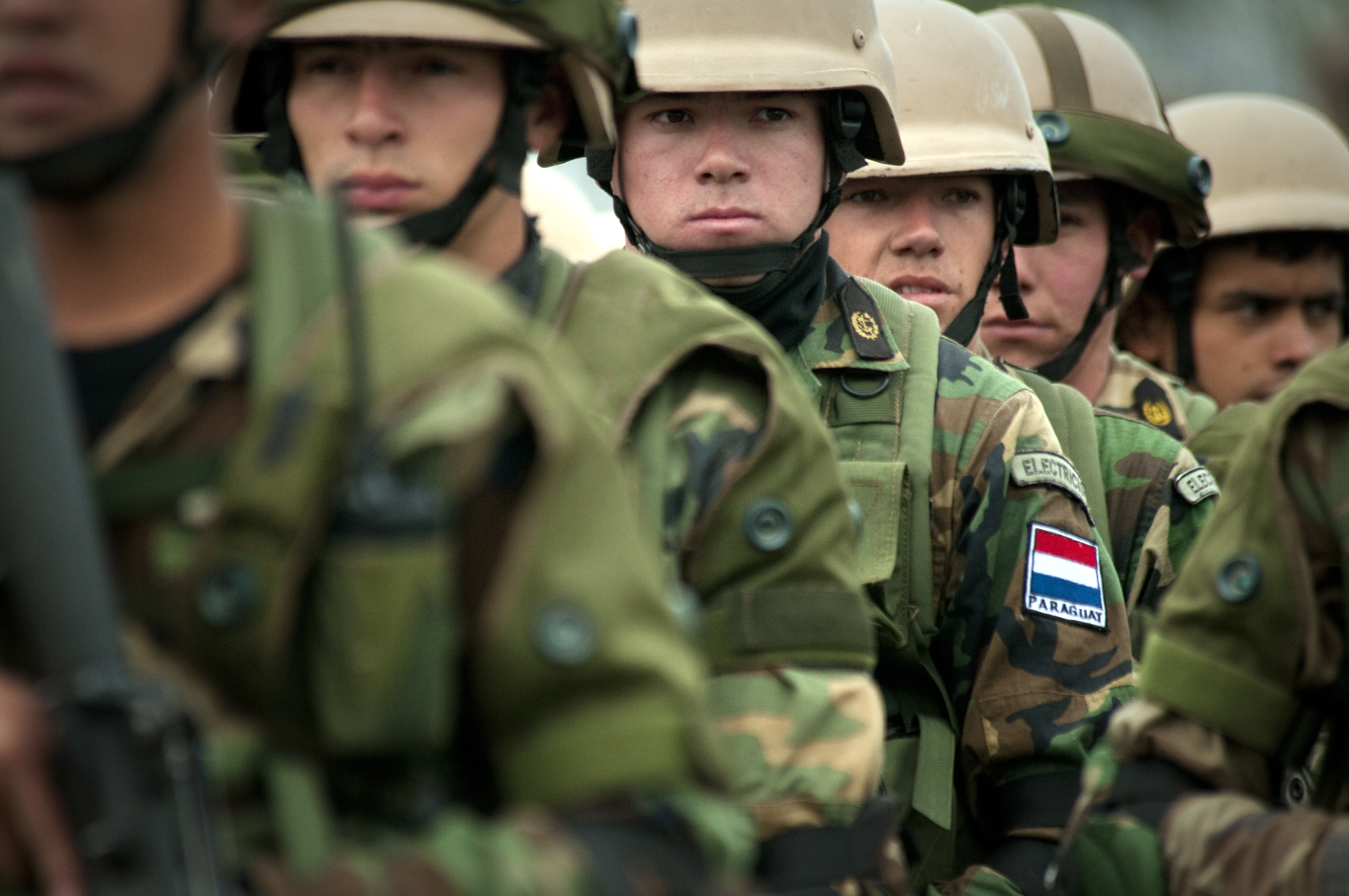
パラグアイ軍の兵士

パラグアイ大統領はパラグアイ軍の最高司令官を兼任する。兵員は約2万人。徴兵制（15 - 49歳）が敷かれており、男性の国民は兵役の義務を有する。
西部グランチャコのマリスカル・エスティガリビアにアメリカ空軍の基地が存在する。
国防予算（2000年）：8,300万ドル（一人頭15ドル）

### 陸軍
パラグアイ陸軍。兵員は1万5,000人。国内の治安維持や災害救助などの任務が多い。

### 海軍
パラグアイ海軍。兵員は3,600人。海軍は国境の川の防備が任務である。

### 空軍
パラグアイ空軍。兵員は1,700人。規模、稼動機ともに多くない。

## 国際関係

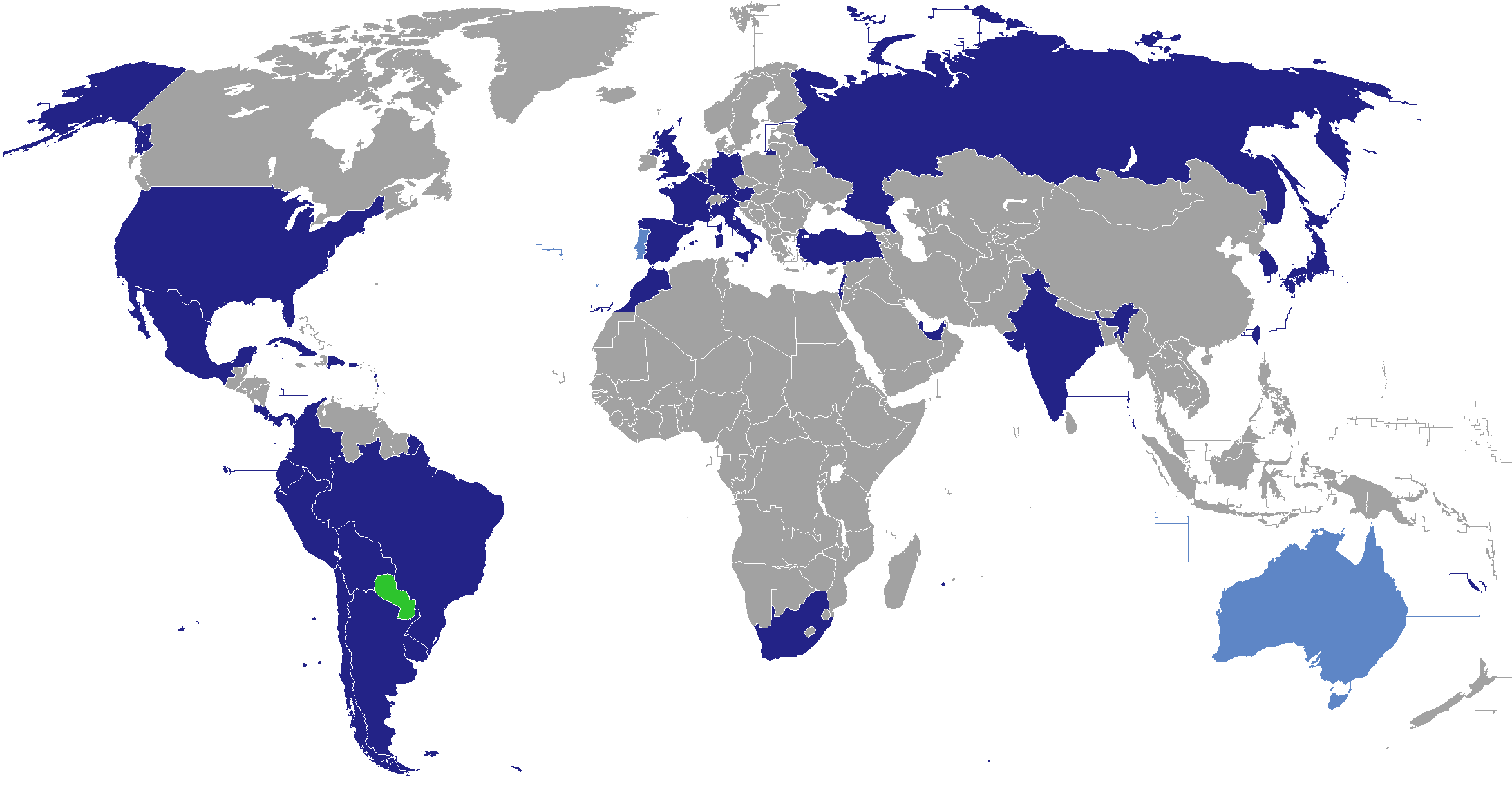
パラグアイが外交使節を派遣している諸国の一覧図

メルコスール加盟国の1か国で、ブラジルやアルゼンチン、ウルグアイなどの近隣諸国と友好関係を維持している。
20世紀前半には背後にイギリス資本を抱えたアルゼンチンの、20世紀後半からは背後にアメリカ資本を抱えたブラジルの影響を強く受けてきた。
2005年5月から、グランチャコのマリスカル・エスティガリビアにアメリカ空軍が駐留しており、これはボリビアのサンタクルス県の自治運動にアメリカ合衆国が介入するためだとみなされているため、この駐留アメリカ軍の存在は近隣諸国との間での外交問題となっている。

### 中華民国（台湾）との関係
ストロエスネル政権時代の反共産主義政策が体制崩壊後も続き、南米諸国で唯一、中華民国（台湾）と国交を有している。中華民国の承認国の中では、面積規模で最大である（人口規模だとグアテマラが最大となる）。駐韓国パラグアイ大使館が対中華人民共和国外交業務を兼任している。
2020年、パラグアイで新型コロナウイルス感染症が拡大。2021年3月、パラグアイで中華人民共和国関係者を名乗る業者がCOVID-19ワクチン提供の条件として中華民国との断交を要求してきたが、その後、中華民国がパラグアイのワクチン獲得に協力している。
2022年9月28日、『フィナンシャル・タイムズ』は、マリオ・アブド・ベニテス大統領が台湾に対して、外交関係を維持するために10億ドルを投資するよう要請していると報じた。背景として、巨額の支援をちらつかせる中国や、中国市場の開拓を期待する国内産業の圧力を前に、台湾との連携の必要性を国内に示す必要があるとしている。
2023年8月15日に行われたサンティアゴ・ペニャの大統領就任式では、中華民国の副総統頼清徳が出席。頼副総統は「パラグアイと台湾は地理的に遠く離れているが、66年以上続く友情が変わることはない」とSNSに投稿し、今後も両国関係が深まることに期待を示した。

### 日本国との関係
日本とパラグアイの関係は1912年、日本からの永住者として初めてパラグアイに渡った佐幸田兼蔵がプエルト・カサードのタンニン工場に勤務したことに始まる。以来、日系パラグアイ人の貢献が高く評価されて伝統的に友好関係が続き、日本は非常に高い評価を受けており、現在、日系パラグアイ人は約1万人が住んでいる。1953年に日芭拓殖組合は日本人がパラグアイ南部のフェデリコチャベス、ラパス、フジに移住するのを援助した。また日本海外移住振興会社は1959年からイタプア市に農業移住地を開拓した。これらの移住地は地元の農業発展に大きな成功を収めたことから、1959年にパラグアイ政府と日本政府は移民協定を結び、1959年から1989年までの間に85,000人の農夫を日本からパラグアイに移民することで合意したが、日本経済が1960年代に回復したため、その30年間にパラグアイに移民したのは7000人にすぎなかった。1959年に締結された日本の国策による移民協定は、1989年に効力が無期限延長に改定され、85,000人の日本人が受け入れ可能となっている。なお、1976年以来、2004年、2011年、2014年を除き、日本が最大の経済援助国である。
1993年にパラグアイ人によって創設された、NIHON GAKKO（日本学校）がある。
経済面では、日本の矢崎総業、常石造船、住友電装など製造業が進出している。パラグアイの国内市場は小さいが、人件費が安いうえ、簡素な税制、メルコスール（南米南部共同市場）によりブラジル、アルゼンチンに原則として無関税で輸出できるといった利点がある。中南米で左派政権が増えた2000年代において、鉱物・エネルギー資源が乏しいパラグアイは外資誘致により経済成長を図る政策を選んだことも背景にある。
「パラグアイは日本から見て、地球のちょうど反対側にあって、おそらく日本から一番遠い国の1つである。また、一番知られていない国の1つかもしれない。しかし、もっとも親日的な国の1つである」という評価がある。
2011年3月11日の東日本大震災後に日系パラグアイ人農家を中心に「100万丁豆腐プロジェクト」として100万丁分の原料の大豆、製造加工費を日本へ支援した。また東日本大震災に伴う福島第一原子力発電所事故を理由にパラグアイに移住する日本人が増えている。
2016年9月10日、パラグアイで日本人移住80周年式典が開かれ、日本からは眞子内親王が出席した。
2018年12月3日、安倍晋三が日本の総理大臣として初めてパラグアイ（とウルグアイ）を訪問し、マリオ・アブド・ベニテス大統領と会談、日本が医療機器を供与することなどで合意し、インフラ協力に関する文書の署名式に出席した。その後、現地の日系パラグアイ人と懇談をおこない、安倍晋三総理大臣は「日本とパラグアイは地理的な距離は遠く離れているが、心は近くに感じることができる。日本は常に皆さんと共にあることを忘れないでほしい」と呼びかけた。これについてMBS、BSN、TBSは「両国（パラグアイとウルグアイ）とも日本からの移民の多い国で、このうち、ウルグアイのバスケス大統領との会談では、牛肉の相互輸出を解禁することなどを確認しました」と報じた。

## 地方行政区分

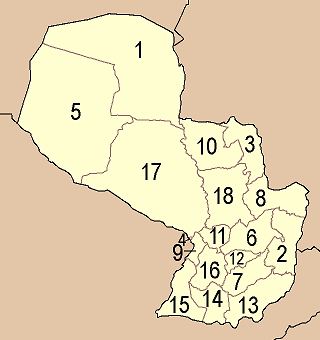
プレシデンテ・アジェス県 （17） とコンセプシオン県（10）、サン・ペドロ県（18） の境界はパラグアイ川

パラグアイの行政区画と標高図

パラグアイの地方行政は、首都と17の県（departomentos）とに区分される。括弧内は県庁所在地。
1. アルト・パラグアイ県 Alto Paraguay （フエルテ・オリンポ）
2. アルト・パラナ県 Alto Paraná （シウダー・デル・エステ）このほかプレシデンテ・フランコ市
3. アマンバイ県 Amambay（ペドロ・フアン・カバジェーロ）このほかカピタン・バド市
4. アスンシオン首都圏 Departamento de Asunción （アスンシオン）
5. ボケローン県 Boquerón （フィラデルフィア）
6. カアグアスー県 Caaguazú （コロネル・オビエド）
7. カアサパー県 Caazapá （カアサパ）
8. カニンデジュー県 Canindeyú（サルト・デル・グアイラ）
9. セントラル県 Central（アレグア）
10. コンセプシオン県 Concepción （コンセプシオン）
11. コルディリェラ県 Cordillera（カアクーペ）
12. グアイラー県 Guairá（ビジャリカ）
13. イタプーア県 Itapúa （エンカルナシオン）
14. ミシオネス県 Misiones（サン・フアン・バウティスタ）
15. ニェーンブク県 Ñeembucú （ピラル）
16. パラグアリー県 Paraguarí（パラグアリ）
17. プレシデンテ・アジェス県 Presidente Hayes（ポソ・コロラド）
18. サン・ペドロ県 San Pedro（サン・ペドロ・デ・ウクァマンディジュ）

### 主要都市
主要な都市はアスンシオン（首都）、シウダー・デル・エステがある。

## 地理

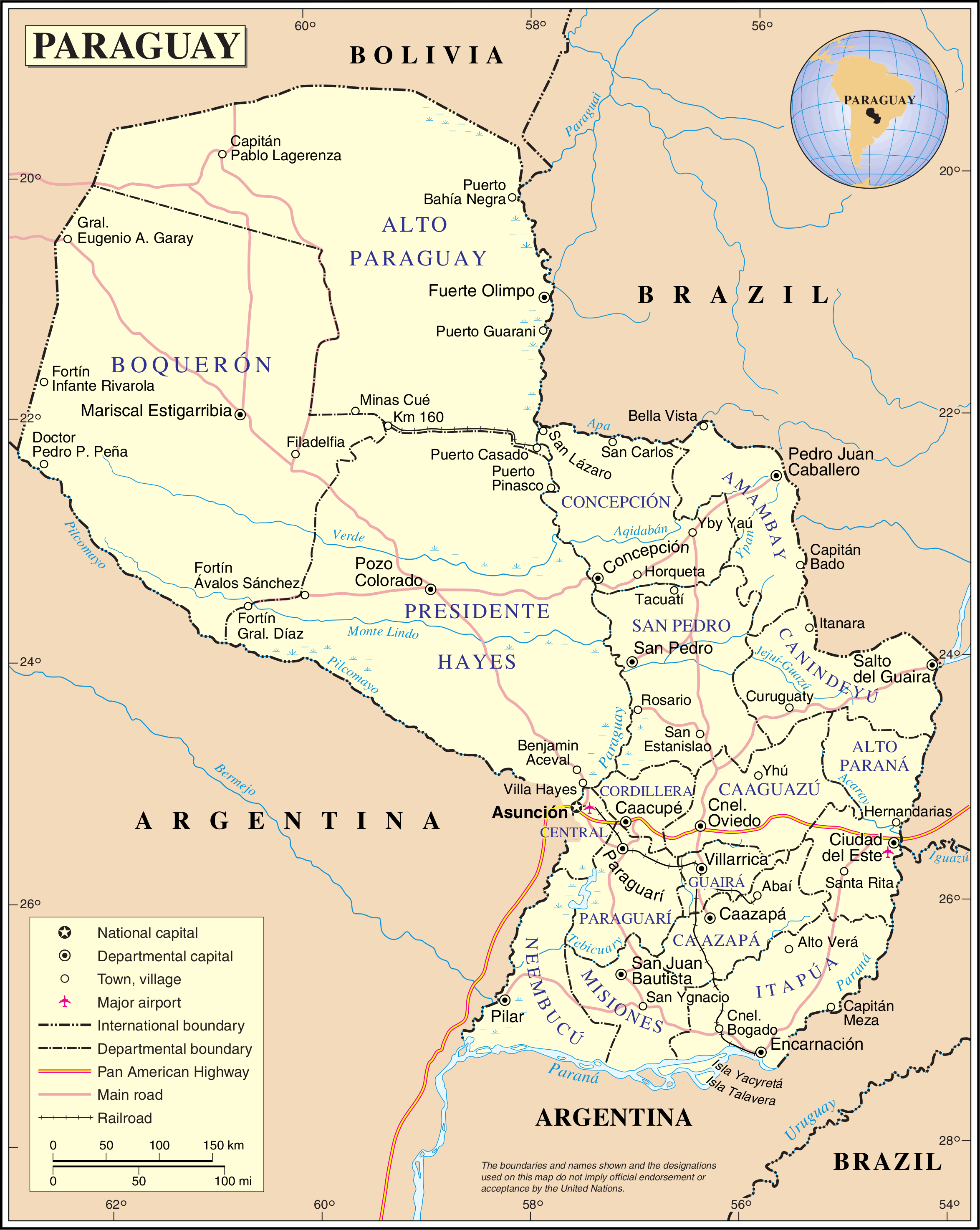
パラグアイ全図。国土の南部にパンアメリカンハイウェイ（二重赤線）の支線が走る

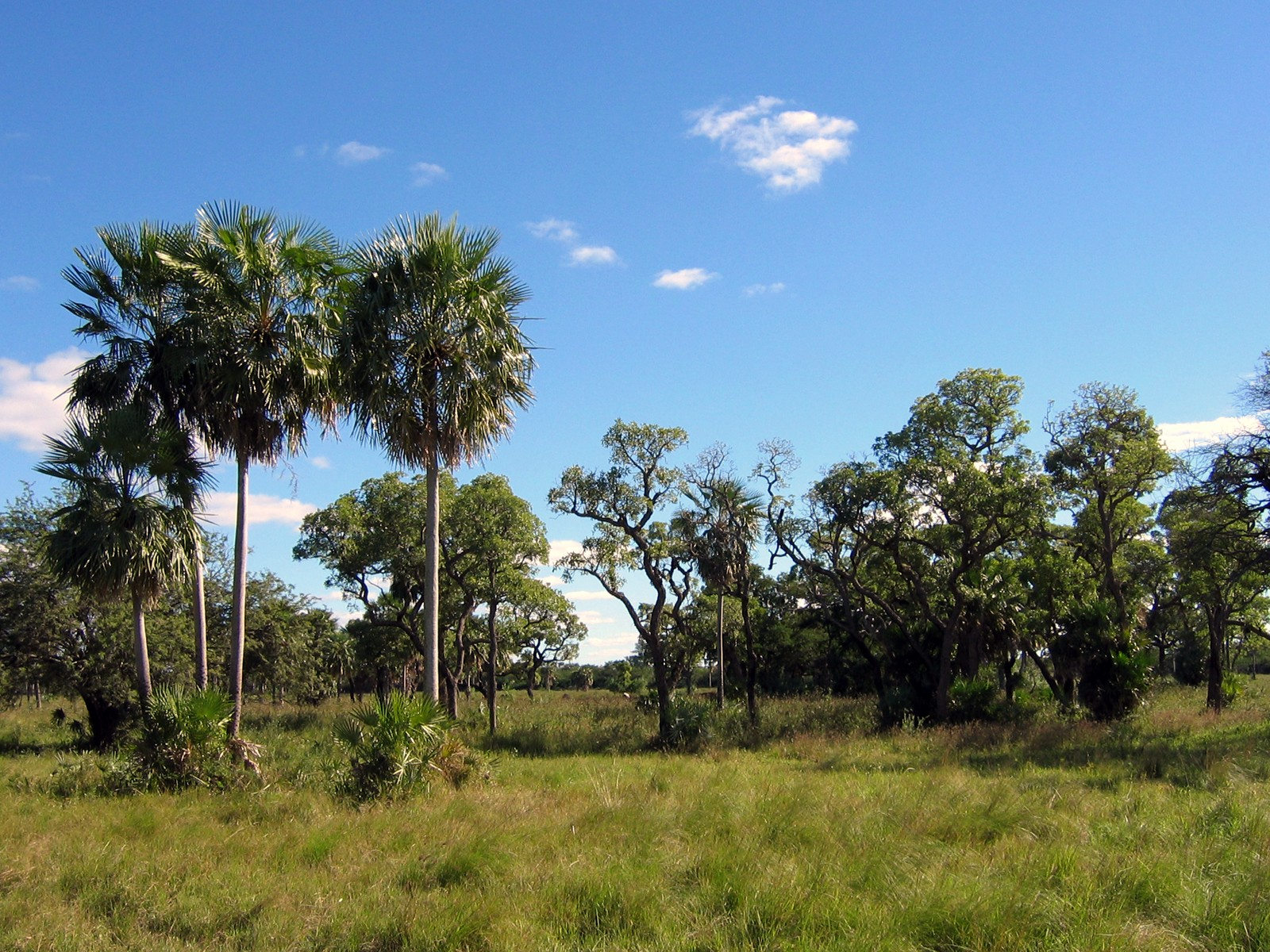
パラグアイのグラン・チャコ

パラグアイはパラグアイ川によって、東西に東パラグアイ （Paraguay Oriental） と西パラグアイ （Occidental Paraguay） またはチャコと呼ばれる地域に分かれる。東部は国土の40%、人口の97%近くを有し、丘陵と平原が交錯する地形で、森林と肥沃な大地からなり、アマンバイ山脈がブラジルとの国境を形成している。西部はきわめて人口が過疎であり、乾燥した疎林地帯やアルゼンチンとの国境を流れるピルコマヨ川流域の湿地帯からなる。川沿いには北欧系やロシアの入植者や先住民が住み、チャコ地域全体でも総人口は10万人程度である。
南西はパラナ川が国境線となり、この川でブラジルとイタイプー・ダムを共有している。このダムは現在のところ水力発電をする世界最大のダムであり、パラグアイの電力需要のほぼすべてを賄っている。また、ジャスレタ・ダムがもうひとつパラナ川にあり、こちらはアルゼンチンと共有している。パラグアイは現在のところ世界でもっとも多く電力を輸出している国である。森林面積は約780万ヘクタールで、国土の20%を占める。

### 河川
- パラグアイ川
- パラナ川
- ピルコマジョ川
- アパ川
- イグアス川

### 気候
亜熱帯から温帯であり、東部の降水量は多いが、極西部はほとんど雨が降らないこともある。

### 人口分布
- 都市人口率：50.3%（2000年度）

## 経済

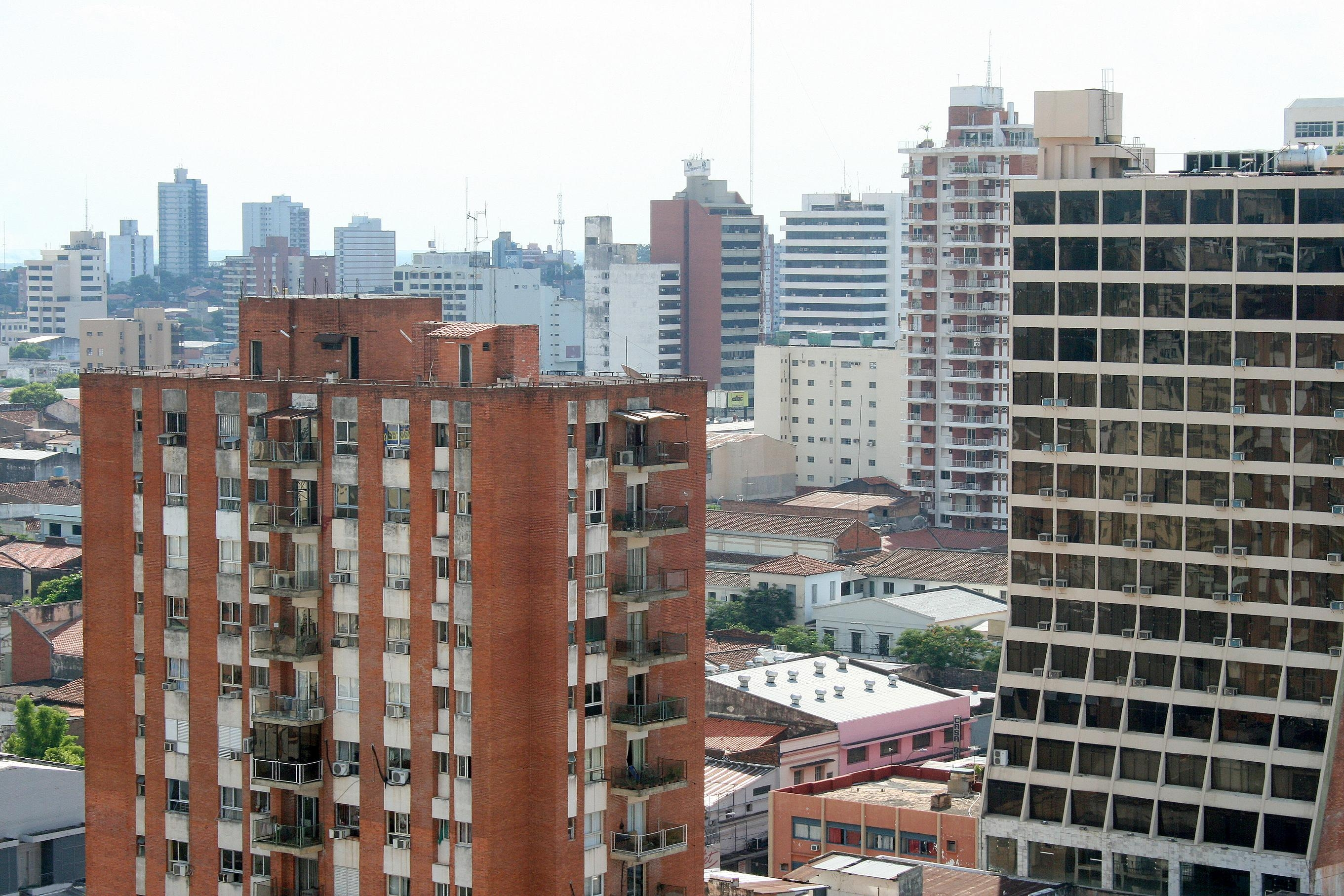
首都アスンシオン

メルコスール、南米共同体の加盟国である。2008年の経済成長率は5.8%で、農業が10.5%と高い。農業はGDPの27%、輸出の84%を占める。しかし、天候や市況に左右されることが、人口の4割に達する貧困層を生み出している。
パラグアイは内陸国でありながらもパラグアイ川とパラナ川を通して大西洋に出ることができるが、貿易の大部分（GDPの38%）を隣国ブラジルとアルゼンチンとの交易に頼っている。両国およびウルグアイとの協定により、パラグアイは各国に自由港を持つ。
パラグアイはブラジル・アルゼンチン・ボリビア人による辺境部の土地購入を除き、基本的に外国人による土地保有は自由である。しかし、規制の動きも出てきた。
エネルギー : 水力発電99.9%（2002年時点） - イタイプー・ダム（ブラジルとの共同開発）、ジャスレタ・ダム（アルゼンチンとの共同開発）
2008年8月に発足したルゴ政権は、2010年7月12日、民間部門の月額法定最低賃金を7%上げて、317ドルにする法令を出した。同国の労働組合は、最低賃金の10%引き上げを求めて政府と交渉していた。企業家団体は、賃上げは生産コストを引き上げ、雇用を困難にすると反対している。

### 社会問題
パラグアイは経済的に不平等で貧しい国家であり、約4割の国民が貧困に喘いでいると見積もられている。農村部では41.2%が、都市部では27.6%が最低限の基本的なニーズを満たすための収入を得ることができない。上位10%の人間が国富の43%を牛耳るが、下位10%の人間はわずかに0.5%にすぎない。景気の後退はこうした状況をさらに悪化させ、1995年に0.56だったジニ係数は1999年には0.66に上昇した。10%の人口が国土の66%を所有する一方、地方の人口の30%は土地を持っていない。この不平等さはエリートと土地なし農民の間に強い緊張状態をもたらしている。隣国のブラジルやアルゼンチンへ出稼ぎに行く人も少なくない。

### 農業

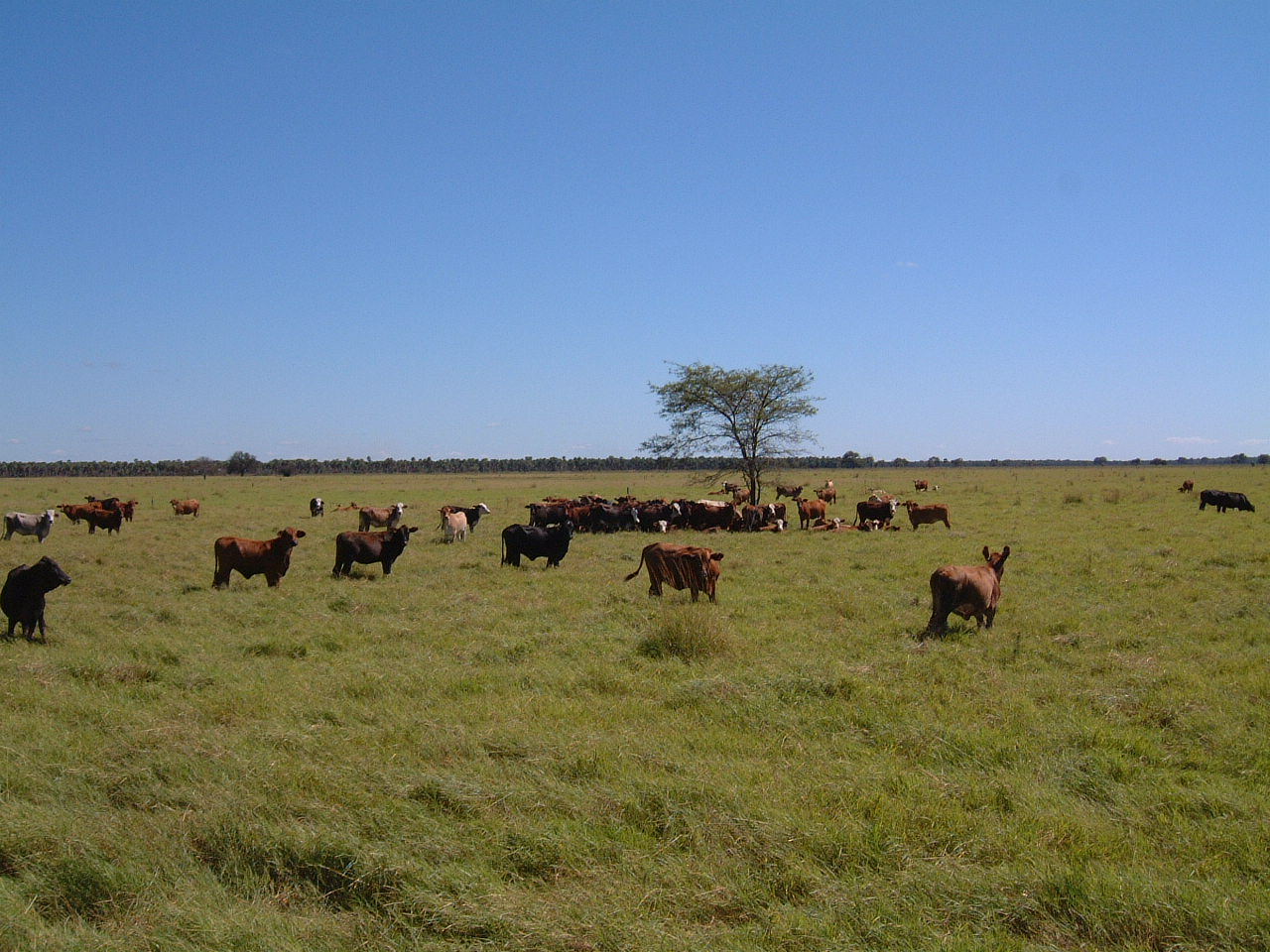
放牧される牛の群れ（グランチャコ）

メルコスール加盟国のひとつである。パラグアイの産業でもっとも重要な働きをしているのは農業であり、パラグアイは世界でも3番目の大豆輸出国である。輸出品目は大豆、小麦、農畜、電力が主。近年は甘味料や健康食品、化粧品の原料としてしられるステビア生産にも力を入れている。

### 鉱業
パラグアイの鉱業はまったく未開発の状態にある。長年にわたり、ごく小規模な鉄鉱床を除けばパラグアイには鉱物資源がほとんど存在しないと考えられてきた。鉄鉱石の採掘は古くは三国同盟戦争以前から続いていたが、1990年に至っても鉱業セクターはパラグアイのGDPのわずか0.5%を占めるに過ぎなかった。状況が変わったのは南西部のエンカルナシオンで埋蔵量3億トンに達する鉄鉱床が見つかった1990年代からである。しかしながら品位が35%と低いため、パラグアイの鉱業を活性化するには至っていない。近年、チャコ地方での油田の開発計画が浮かび上がっている。

### 林業
木材生産は農牧地の拡大にともない年々増加しているが、利用される樹種はラパチョなど10種類程度しかなく、残りの樹種は焼却処分されている。利用される樹種においても加工用として使用されるのは3分の1に過ぎず、3分の2は燃料や農牧用として使用されている。また林業関連加工企業も数えるほどしか存在せず、木材乾燥技術や製材技術などは育成が不十分である。

## 国民

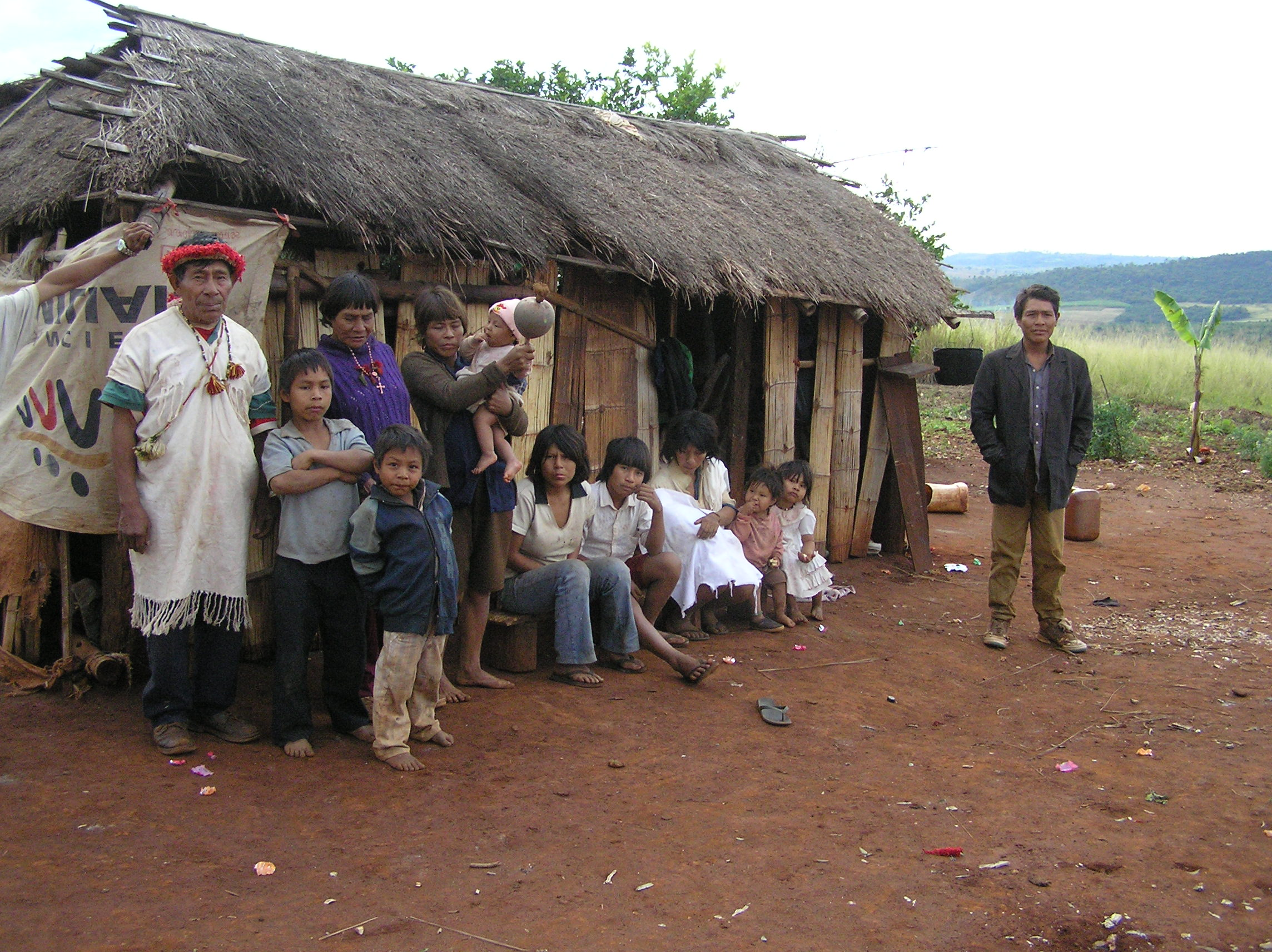
グアラニー人

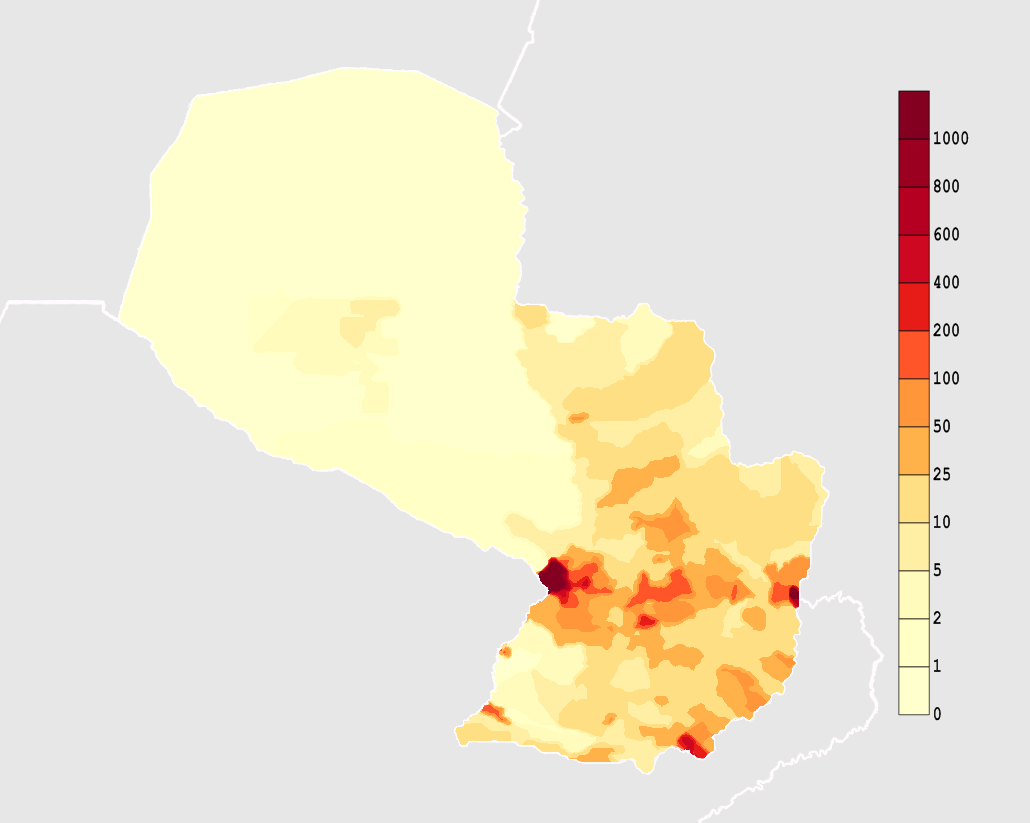
パラグアイの人口分布

### 民族
パラグアイ国民の90%以上が、日本人と同じモンゴロイド系であるグアラニー人などのインディヘナの血が強い、スペイン人との間の混血（メスティーソ）である。
これは、征服当初この地に住んでいたグアラニー人が、やってきたスペイン人と同盟してほかのインディヘナを打ち破る過程で両者が積極的に混血を受け入れたこと、その後やってきたイエズス会の伝道師がグアラニー人を教化する過程でグアラニー文化が伝承・保存されたこと、イエズス会が追放されたあともパラグアイでは都市が育たず、ほかのラテンアメリカ植民地と比較してクリオージョ支配層があまり強力な存在にならなかったこと、1811年にブエノスアイレス主導の独立を拒否し独自の国家として独立したあとは、パラグアイの初代国家元首フランシア博士が政策的に異人種間の通婚を推奨・強制し、その際に抵抗勢力になりそうなクリオージョはほとんど追放してしまったためである。そのため現在のパラグアイ人は「グアラニー」の血を引くことを誇りに思っており、小柄でアジア的な風貌の人も少なくない。移民としてはドイツ人、イタリア人、スペイン人、日本人、中国人、アラブ人などがいるが、社会に及ぼす影響としてはブラジル人とアルゼンチン人の二集団の存在がもっとも大きい。

### 保健
三国同盟戦争直前に約52万人と推定されているパラグアイの人口は、戦争終結後約21万人にまで減少した。その後、1946年推計で約122万人、1962年センサスで185万1,890人、1972年センサスで235万7,955人、1983年年央推計で約347万人となった。国民の大部分がカトリック教徒である影響で、母体に生命の危機が迫っている状態を例外として、人工妊娠中絶は認められていない。
- 出生率：31.3‰（1995年度から2000年度）
- 死亡率：5.4‰
- 人口増加率：2.3% （projected 1999-2015, UNDP）

### 言語
スペイン語、グアラニー語が公用語であり、94%の国民はグアラニー語を話すことができ、スペイン語も75%の国民によって話されている。また、全人口の約2.5%に当たる16万人がドイツ語を話す。

### 宗教
宗教はローマカトリックが90%だが、メノニータ、末日聖徒イエス・キリスト教会（モルモン教）なども存在する。宗教選択は自由である。

### 教育
2003年の推計によれば、15歳以上の国民の識字率は94%である。
おもな高等教育機関としては、国立アスンシオン大学（1889年）などが挙げられる。

## 文化

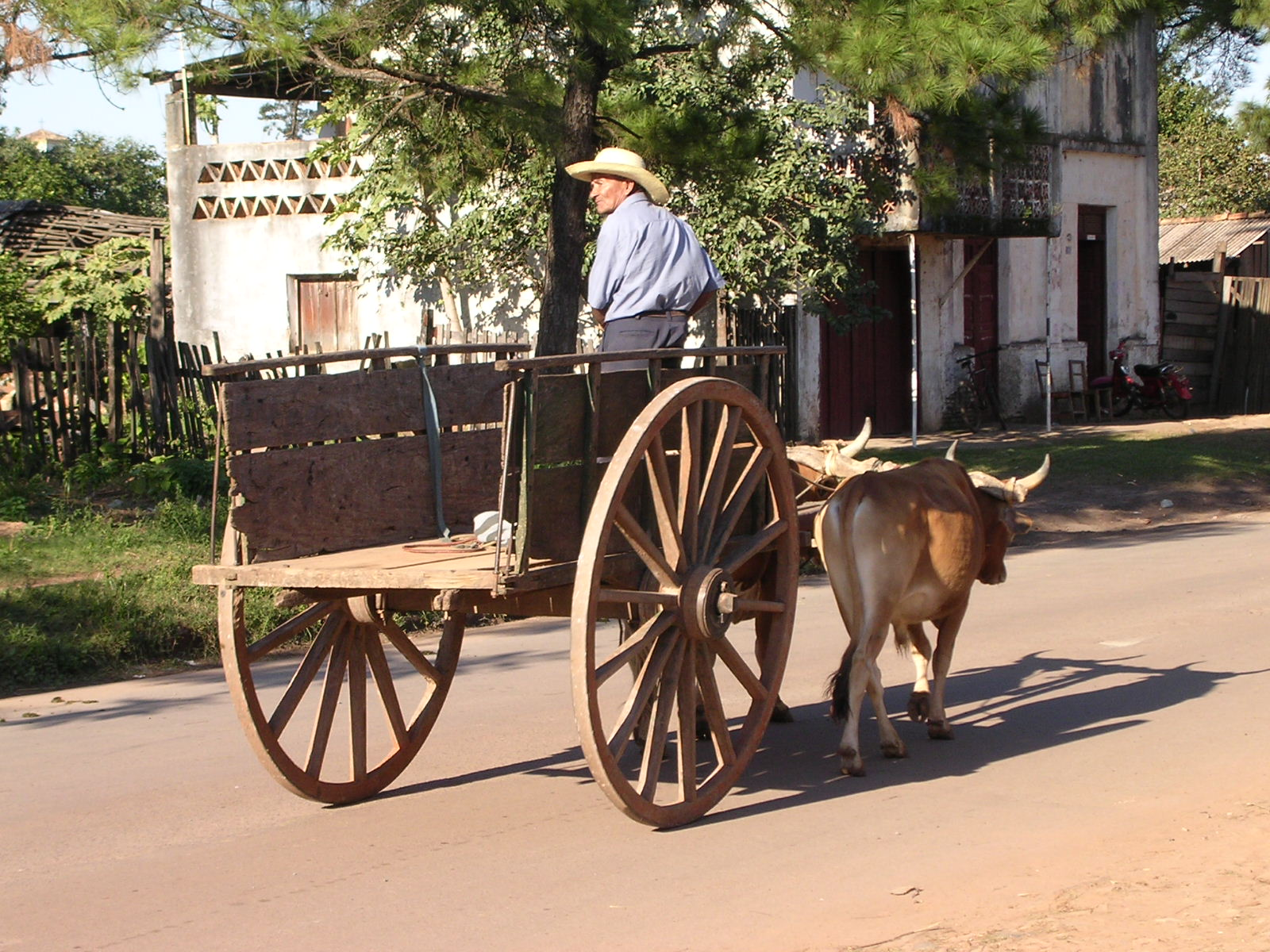
伝統的な荷車

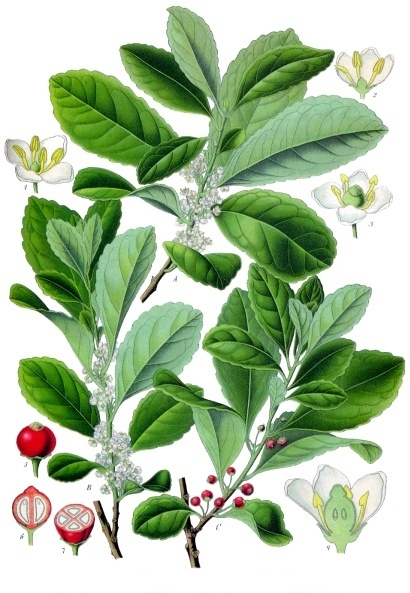
ジェルバ・マテ

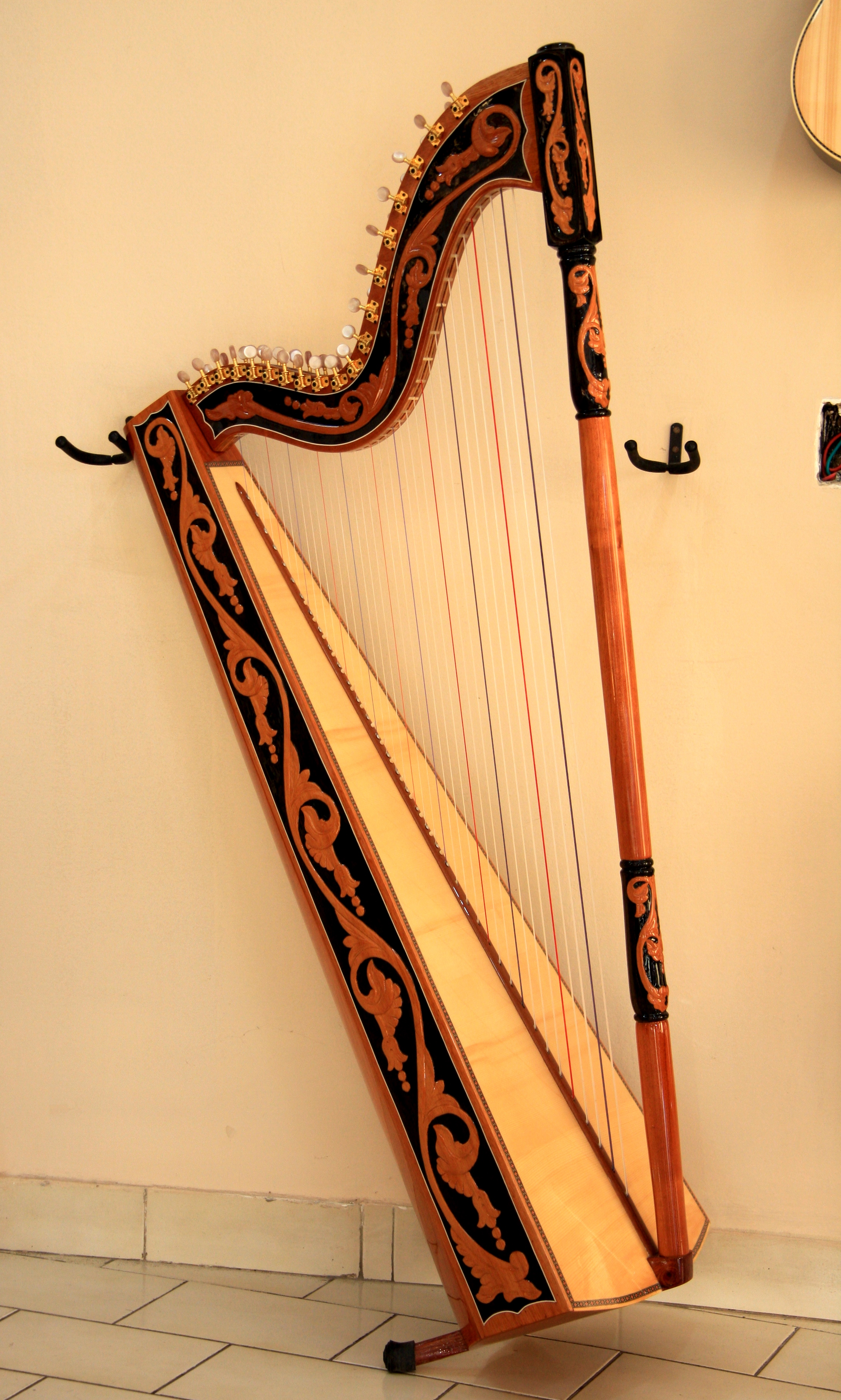
パラグアイのアルパ

スペイン人の父とグアラニー人の母を祖先に持つものが現在のパラグアイ国民の大多数であり、それゆえパラグアイの文化はこの2つの文化と伝統を根に持つ。現在のパラグアイ人の80%以上が両言語のバイリンガルである。

### 食文化
パラグアイ人にも近隣諸国の国民と同様にマテ茶を飲む習慣があるが、パラグアイ人は好んでテレレを飲む。肉食の傾向が強いパラグアイ人は血圧を下げるためや、ビタミンの補給、発汗作用のためにも飲んでいる。マテ茶はグアラニー人から受け継がれてきた飲み物であるが、テレレそのものはチャコ戦争のころに生まれたようである。またマンジョーカと呼ばれるイモや、マンジョーカを原料にしたチパというパンを食べる習慣がある。

### 文学
パラグアイ出身の著名な作家としては、ガブリエル・カサクシアや、『汝、人の子よ』（1960）、『至高の存在たる余は』（1974）で1989年にセルバンテス賞を受賞したアウグスト・ロア・バストスの名が挙げられる。

### 音楽
グアラニアと呼ばれるアルパを使ったフォルクローレが盛んであり、ほかのラテン音楽によくあるようなアフリカ的な要素はあまり感じられない、哀愁を帯びた曲調が特徴的である。著名な音楽家としてはフェリックス・ペレス・カルドーソやアパリシオ・ゴンサレスが有名である。日本でもルシア塩満、上松美香などがプロのアルパ奏者として活躍している。

### 世界遺産

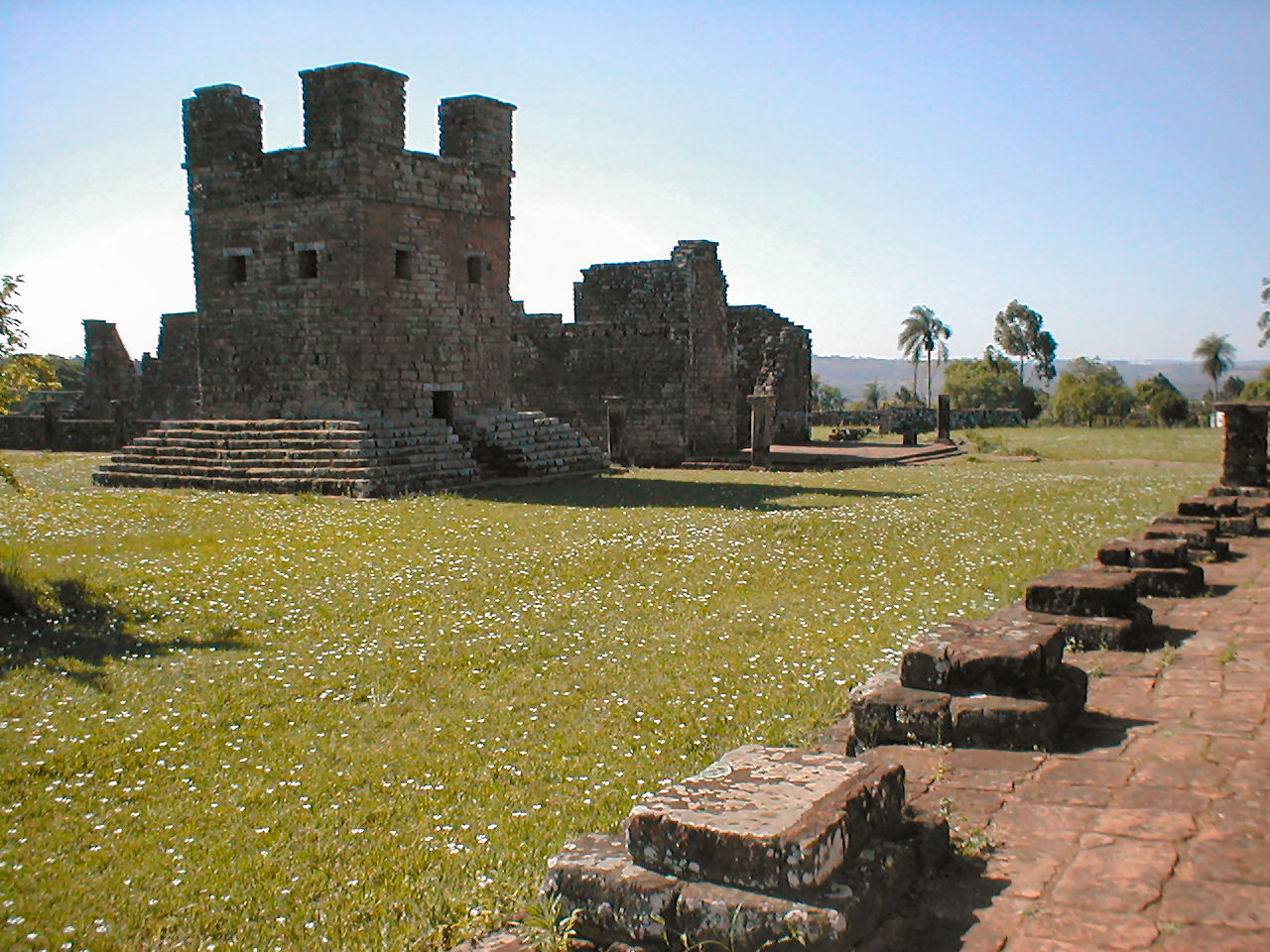
ラ・サンティシマ・トリニダー・デ・パラナとヘスース・デ・タバランゲのイエズス会伝道所群

パラグアイ国内には、ユネスコの世界遺産リストに登録された文化遺産として、1993年に登録されたラ・サンティシマ・トリニダー・デ・パラナとヘスース・デ・タバランゲのイエズス会伝道所群が存在する。2010年現在では国内唯一の世界遺産である。

### 祝祭日
| 日付     | 日本語表記           | 現地語表記                    | 備考                   |
| -------- | -------------------- | ----------------------------- | ---------------------- |
| 1月1日   | 元日                 | Año Nuevo                     |                        |
| 3月1日   | 英雄の日             | Día de los Héroes             |                        |
| 移動祝日 | 聖木曜日             | Jueves Santo                  | 2012年は 4月 5日（木） |
| 移動祝日 | 聖金曜日             | Viernes Santo                 | 2012年は 4月 6日（金） |
| 5月1日   | メーデー             | Día del Trabajador            |                        |
| 5月14日  | 独立記念日           | Día de la Independencia       | 2012年に復活           |
| 5月15日  | 独立記念日           | Día de la Independencia       |                        |
| 6月12日  | チャコ休戦の日       | Dia de la Paz del Chaco       |                        |
| 8月15日  | アスンシオン建設の日 | Fundación de Asunción         |                        |
| 9月29日  | ボケロン戦勝記念日   | Día de la batalla de Boquerón |                        |
| 12月8日  | カアクーペの聖母     | Virgen de Caacupe             |                        |
| 12月25日 | クリスマス           | Navidad                       |                        |

### スポーツ
サッカー
パラグアイでも他のラテンアメリカ諸国と同様に、サッカーが最も人気のスポーツとなっており、1906年にプロサッカーリーグのリーガ・パラグアージャが創設された。主なクラブとしては、オリンピア、セロ・ポルテーニョ、リベルタ、グアラニーなどが挙げられる。著名な選手としては、ロケ・サンタ・クルス、ルーカス・バリオス、ミゲル・アルミロンなどが存在する。
パラグアイサッカー協会（APF）によって構成されるサッカーパラグアイ代表は、これまでFIFAワールドカップには8度出場しており、2010年大会ではラウンド16で日本代表と対戦し、スコアレスのままPK戦にまでもつれ込んだ激闘を制し初のベスト8に進出した。さらにコパ・アメリカでは、1953年大会と1979年大会で2度の優勝経験をもつ。なお、代表チームはグアラニー人に因んで、Los Guaraníes（グアラニー）の愛称で呼ばれている。